# Curcuma longa
Curcuma longa L., 1753 (curcuma per antonomasia o zafferano delle indie o più raramente turmerico) è una pianta erbacea, perenne, rizomatosa della famiglia delle Zingiberacee, originaria del sud-est asiatico e largamente impiegata come spezie soprattutto nella cucina indiana, medio-orientale, thailandese e di altre aree dell'Asia.

## Descrizione
Curcuma longa è un'erba perenne che raggiunge un'altezza massima di circa un metro.
Le foglie sono grandi, lunghe da 20 a 45 cm, con picciolo allungato.

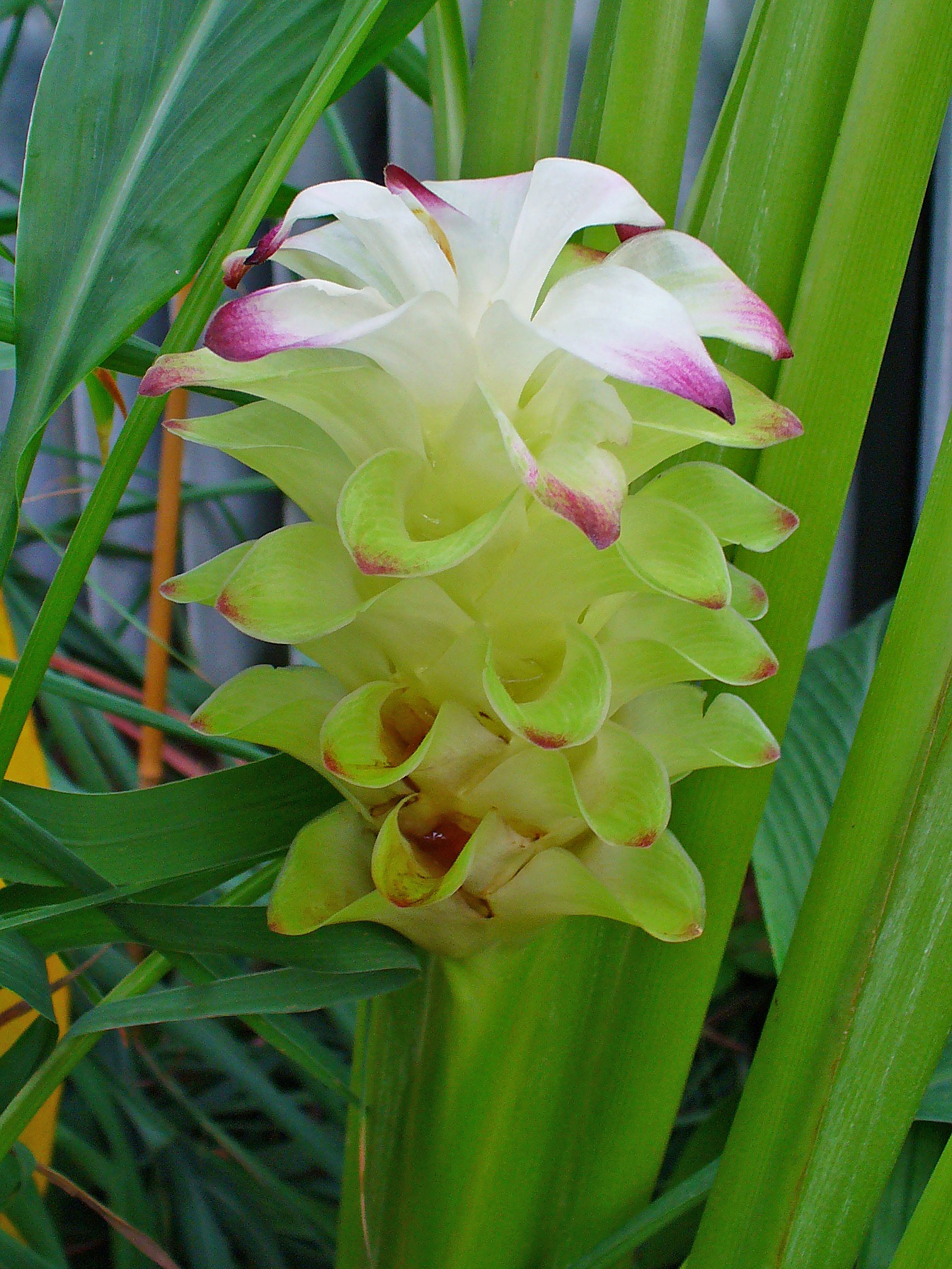
In questa infiorescenza di Curcuma longa sono visibili solo le brattee e le tasche nelle quali si stanno sviluppando i fiori

I fiori sono raccolti in una vistosa pseudo-infiorescenza ricca di grandi brattee verdi in basso e bianche o violacee in alto. Le brattee verdi formano una serie di tasche, che ospitano grandi fiori gialli (con possibili sfumature arancioni).
La radice è un grosso rizoma cilindrico, ramificato, di colore giallo o arancione, fortemente aromatico, che costituisce la parte di maggior interesse commerciale della pianta.
Come per altre piante d'interesse agricolo, sono state sviluppate con il tempo diverse varietà di questa specie.

## Distribuzione e habitat
Curcuma longa è spontanea nell'Asia meridionale, dall'India alla Malaysia, in regioni a clima tropicale, con temperature normalmente comprese tra 20 °C e 35 °C e con elevata piovosità.
Allo stato coltivato, è presente in moltissime aree tropicali o subtropicali, in particolare in Asia e in Africa.
L'India è il primo produttore mondiale di curcuma. Nel 2008/2009 in India sono stati destinati alla coltivazione di curcuma quasi 200 000 ha, con una produzione di circa 900 000 t. Alcune città indiane, come Sangli, nel Maharashtra, o Erode, nel Tamil Nadu, si contendono il titolo di massimi centri della produzione mondiale; tuttavia le statistiche dello Spices Board indicano come massimo produttore lo Stato dell'Andhra Pradesh, nell'India centro-orientale.

## Nome

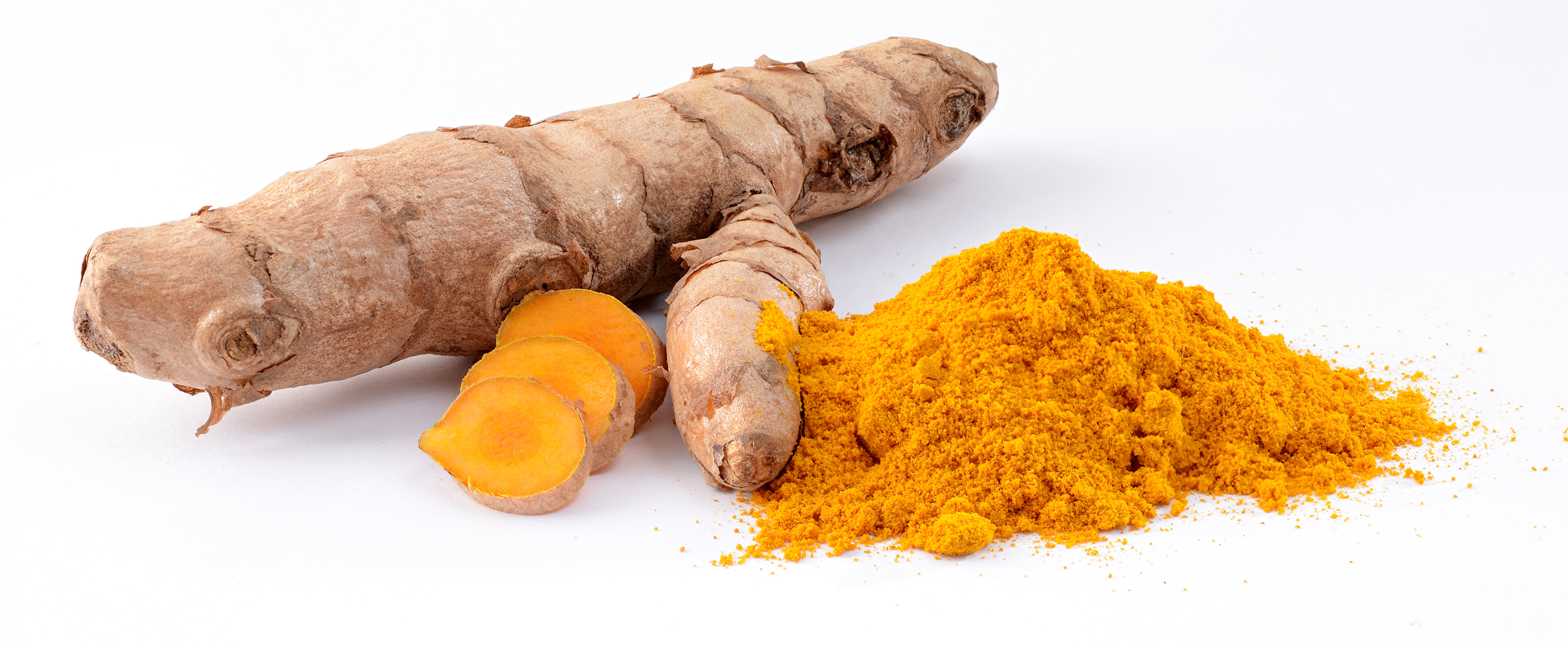
Radice e polvere di curcuma

Il nome curcuma deriva dal sanscrito kunkuma attraverso l'arabo كركم, kurkum.
Quando si dice curcuma s'intende normalmente Curcuma longa, anche se esistono numerose altre specie attribuite al genere botanico Curcuma.
In inglese è chiamata turmeric (da cui il nome, poco usato, di turmerico). In hindi è chiamata haldi, in bengalese holud.
Il nome zafferano delle Indie deriva dal colore della spezie, che ricorda lo zafferano.

## Composizione chimica
I principali costituenti della droga sono i curcuminoidi (3-5%), cioè miscele di derivati del cinnamoilmetano, come la curcumina, la demetossicurcumina e la bis-demetossicurcumina (che è contenuta solo in C. longa). Quantitativamente importante (3-5%) è la frazione volatile, che contiene principalmente dei composti terpenici caratteristici come lo zingiberene, il curcumolo e il β-turmerone. Sono presenti, ma in quantità minori, anche gli arabino galattani acidi ukonano A fino a ukonano D.

## Usi

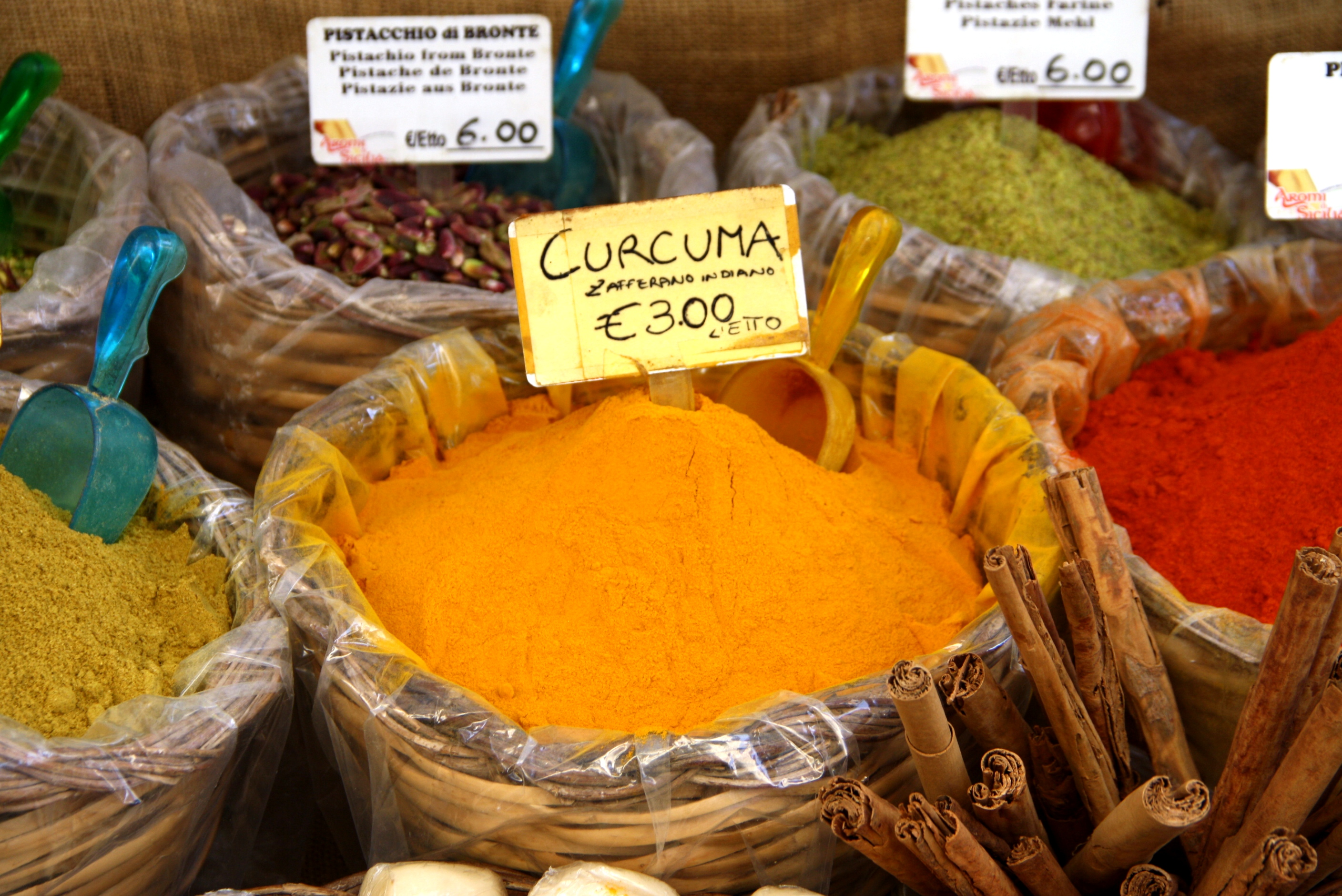
Polvere di cùrcuma in vendita al mercato di Ortigia (Siracusa).

Il nome zafferano delle Indie si riferisce al colore giallo, unica somiglianza fra la curcuma e lo zafferano: dal rizoma giallo della curcuma si ottengono la polvere di curcuma, una spezie molto usata nella gastronomia indiana e asiatica in generale, e una sostanza gialla adoperata in tintoria.
I rizomi vengono bolliti ed essiccati al sole o in forno, e dopo vengono schiacciati in una polvere giallo-arancio. Il suo ingrediente attivo è la curcumina che ha un sapore terroso, amaro, piccante ed estremamente volatile, mentre il colore si conserva nel tempo.
La polvere di curcuma è uno degli ingredienti del  curry indiano, a cui dà il colore giallo intenso e caratteristico, ma è un ingrediente fondamentale di numerosissime altre ricette asiatiche, come il piatto nepalese chiamato momos (gnocchi nepalesi a base di carne) o il piatto tailandese chiamato kaeng tai pla (curry con gamberi e pesce).
La curcuma è anche, come lo zafferano, un colorante alimentare. Oltre che in varie ricette, essa ha applicazione in bevande, prodotti da forno, prodotti lattiero-caseari, gelati, yogurt, biscotti, popcorn, dolci, cereali, salse, gelatine, ecc. Tra gli additivi alimentari codificati dall'Unione europea, la curcumina, per una serie di circostanze, occupa il primo posto: E100.
La curcuma è stata usata fin dall'antichità come colorante anche per tessuti. Da questo punto di vista, però, è poco pregiata perché tende a scolorire al sole.

## Sindur
Un uso molto particolare della curcuma come colorante si ritrova nel folklore di alcune regioni indiane, dove la curcuma è usata per il corpo. Il caso più celebre è la cerimonia bengalese del gaee holud (o gaye holud) durante i preparativi del matrimonio, dove si utilizza la polvere rossa, o arancione scuro chiamata sindur, derivata dalla curcuma.
Infine, la medicina tradizionale e in parte anche quella moderna attribuiscono alla curcuma proprietà medicinali (v. sotto).

## Medicina
La medicina ayurvedica ritiene che la curcuma sia dotata di molte proprietà medicinali e molti la usano in India come antisettico per tagli, scottature e contusioni.